# Franco Tretter
Franco Tretter (Cles, 14 agosto 1944) è un politico italiano, presidente del Partito Autonomista Trentino Tirolese per 11 anni (1988 - 1997) e del Consiglio regionale del Trentino-Alto Adige per due mandati (1989-1991 e 1993-1996).

## Biografia
È nato a Cles ma risiede a Tuenno, dove è stato anche presidente della Cassa rurale.
Nel 1978 è stato eletto consigliere provinciale con il Partito Popolare Trentino Tirolese per l'Unione Europea. È stato rieletto nel 1983 con l'Unione Autonomisti Trentini Tirolesi.
Nel 1988 è stato garante e co-presidente dell'appena nato Partito Autonomista Trentino Tirolese insieme ad Enrico Pruner. Il partito era frutto della riunione dei due partiti autonomistici guidati dai due politici, "nel tentativo di consolidarsi come secondo partito."
È stato presidente del Consiglio regionale del Trentino-Alto Adige nella X legislatura dal 13 aprile 1989 al 12 giugno 1991, poi vicepresidente fino al 2 dicembre 1993. Nella XI Legislatura è stato presidente dal 13 dicembre 1993 al 12 giugno 1996 e poi vicepresidente fino al 16 dicembre 1998.
Nel settembre 1998 è stato fermato a Lubiana in Slovenia per eccesso di velocità. A seguito di una discussione è stato anche brevemente arrestato.

### Il furto dell'orologio
Il 17 dicembre 1998, Franco Tretter avrebbe dovuto assumere nuovamente la carica di presidente del consiglio regionale, ma il giorno precedente è stato arrestato in flagranza di reato per aver rubato un orologio a Rovereto. In seguito sono emersi furti precedenti di altri orologi. È stato condannato dal tribunale di Rovereto a un anno di reclusione con la sospensione condizionale della pena e 500.000 lire di multa, oltre a 5 milioni di lire quale risarcimento al gioielliere.  Il 14 maggio 2003 la Corte di cassazione lo ha condannato in via definitiva a un anno e otto mesi, ma ha mantenuto la carica perché non è stata data la pena accessoria dell'interdizione dai pubblici uffici.

### L'accusa di peculato
Nel 2001 è stato condannato a un anno e sei mesi dal tribunale di Trento con l'accusa di peculato per aver usato i finanziamenti del gruppo consiliare allo scopo di acquistare vestiario personale, consistente in quattro abiti, tre camicie e quattro cravatte. Di conseguenza il 6 dicembre 2001 è stato sospeso dalla carica di consigliere regionale con decreto del Presidente del Consiglio dei ministri Silvio Berlusconi, sulla base dell'articolo 15 (poi abrogato) della legge 19 marzo 1990, n. 55. Nel 2003 è stato assolto dalla Cassazione ed è stato quindi reintegrato l'11 maggio.
A partire dal 1998 in consiglio provinciale non ha più fatto parte del gruppo del PATT ma del gruppo misto. In seguito si è avvicinato alla Lega Nord.